# Sebastián Calvo de la Puerta y O'Farrill
Sebastián Nicolás Calvo de la Puerta y O'Farrill (La Habana, 11 de agosto de 1751 - París, 27 de mayo de 1820) fue un militar y administrador del Imperio español, Teniente General de los Reales Ejércitos, Consejero de Estado y Primer Gentilhombre de Cámara del Rey José I Bonaparte, gobernador interino de la Luisiana desde 1799 hasta 1801, Caballero de la Orden de Santiago, Caballero Gran Banda de la Orden Real de España. Fue declarado traidor a España por el rey Fernando VII, sus bienes confiscados, murió exiliado en París. 
Hijo de Pedro José Calvo de la Puerta y Arango, (La Habana, 17 de abril de 1720 - 13 de octubre de 1781), I conde de Buenavista, Regidor Perpetuo de La Habana, y de Catalina Josefa O'Farrill Arriola (La Habana, 1723).  
I Marqués de Casa Calvo, por Real decreto de Carlos IV con fecha 17 de diciembre, y el subsiguiente Real despacho de 20 de mayo de 1785, con el Vizcondado previo de Arriola.